# Загульський Лев Миколайович
Загульський Лев-Маркіян Миколайович (21 жовтня 1911, Розваж — 3 жовтня 1993, Золочів) — греко-католицький священник, громадський діяч.
Син відомого громадського діяча Миколи Загульського. Батька Миколу виховував український дяк, що привив любов до східної традиції, адже прізвище Загульських походить з Польщі (де панує латинський обряд).
Одружений. Виховав двох дітей — сина Маркіяна та доньку Оксану.
За відмову підписувати договір про співпрацю з НКВС був вивезений до Сибіру, звідки репатріювався аж після смерті Сталіна. Навчався з Мирославом Любачівським, висвячений митрополитом Андреєм Шептицьким.

## Згадки
Володимир Левандівський пише: «…владика Андрей докладає усіх зусиль, щоб його Церква й народ мав добрих провідників. 28 серпня 1941 року він висвячує Лева Загульського і Романа Лиска на священиків. о. Загульський став парохом села Почапи».
Стефанія Сухінська (1931 р.н., м. Золочів Львівської обл.) згадує «Я з дитинства багато читала, особливо „Місіонер“. Належала до підпільної УГКЦ і там були хрещені, сповідані і вінчані мої діти. Ними опікувався о. Юрій Янтух, ЧСВВ і о. Лев Загульський.»
о. Орест-Дмитро Вільчинський — «хрещений та миропомазаний греко-католицьким священиком о. Левом Загульським, який за свою вірність Церкві заплатив роками сибірів».
Лев Загульський дружить з Мирославом Любачівським. Вони двоє були одногрупниками й найкраще вчилися. Обоє були претендентами на продовження науки в Римі. Проте Лев обирає шлях одруженого священика. Ще до висвяти в сан одружується з Софією Мудрою. Народжує двох дітей — Маркіяна й Оксану.
За свідченням доньки Оксани (Львів), після 1993 р., коли о. Лев відійшов у вічність, багато цінних книжок отця було спалено перед продажем будинку в Золочеві. Проте, дещо з церковної власності залишилось (у правнуків є дві срібні ложечки, якими причащав отець: одна — в Олександра, друга — в Мирослави). Також, є й інші реманенти (книжки, подяка Папи Римського, фото й т.д.).
Помер 3 жовтня 1993 року в Золочеві. Похований на старому цвинтарі.